# Lizei
Lisei é uma aldeia portuguesa da freguesia de Trancozelos, no concelho de Penalva do Castelo, distrito de Viseu. Insere-se na sub-região de Viseu Dão-Lafões, pertencente à Região Centro.

## Geografia
Lisei encontra-se numa zona rural e agrícola, a sul da sede de freguesia. A área total da localidade é de cerca de 0,141 km² (equivalente a 141.000 m²), com uma população de 35 habitantes, segundo os dados do censo de 2011.

## Património
O principal elemento patrimonial da aldeia é a Capela de São Silvestre. Existem também estruturas antigas, como eiras, cruzeiros e caminhos em pedra, testemunhos da tradição rural.

## Festividades
Celebram-se duas festas principais:
- A festa de São Silvestre no final de dezembro, com missa, procissão e convívio local.
- A festa de Santa Eufémia em setembro, tradição comum na região.[5][6]